# Allée couverte de Kermeur Bihan
L' allée couverte de Kermeur Bihan est une allée couverte située sur la commune de Moëlan-sur-Mer, dans le département français du Finistère.

## Historique
R.-F Le Men en donne une courte description à la fin du XIXe siècle. Paul du Châtellier fouille le site en 1882.
L'édifice est inscrit au titre des monuments historiques par arrêté du 4 octobre 1982.

## Description
L'allée couverte est orientée sud-est/nord-ouest. Elle mesure 16,20 m de longueur. C'est une allé couverte en « V » : sa largeur intérieure s'élargit régulièrement,  du nord-ouest vers le sud-est, de 0,90 m à 1,45 m. Elle est délimitée par onze piliers de chaque côté. Au sud-est, la plupart des piliers penchent vers l'intérieur de l'allée. Elle est fermée aux deux extrémités par un pilier. La table de couverture la plus épaisse mesure 0,80 m d'épaisseur. La hauteur sous dalle est plutôt basse (0,80 m au maximum). Les dalles sont en granite rose de Moëllan, les blocs de quartz visibles autour de l'allée correspondent soit à des vestiges du tertre, soit à des blocs rapportés.

## Matériel archéologique
Lors des fouilles de 1882, du Châtellier découvrit un matériel archéologique plutôt riche. Le mobilier lithique comprend six haches polies dont quatre en dolérite, une en quartz, une en amphibolite, de nombreux éclats de silex, quelques pointes de flèche dont une à pédoncule et ailerons, et deux pendeloques (silex et jadéite). Il recueillit aussi  trois vases à fond rond avec boutons de préhension, un vase de type « pot-de-fleur » avec bouton de préhension, une écuelle à carène haute décorée de pointillé. L'ensemble est attribuable à la Culture campaniforme.

## Annexe